# 菱叶花椒
菱叶花椒（学名：Zanthoxylum rhombifoliolatum）为芸香科花椒属下的一个种。

## 扩展阅读
- 維基物種上的相關：菱叶花椒